# Волф фон Геминген
Волф фон Геминген (на немски: Wolf von Gemmingen; * ок. 1479; † 14 февруари 1555 в Геминген) е благородник от стария алемански рицарски род Геминген в Крайхгау в Баден-Вюртемберг от II. линия Геминген-Гутенберг, господар в Геминген, Гутенберг, Фюрфелд и други.
Той е най-малкият син на Плайкард фон Геминген († 1515) и съпругата му Анна Кемерер фон Вормс-Далберг (1458 – 1503), дъщеря на Волфганг III Кемерер фон Вормс-Далберг (1426 – 1476) и Гертруд Грайфенклау цу Фолрадс († 1502).
Волф и братята му Дитрих († 1526) и Филип († 1544) играят важна роля за реформацията в Крайхгау.
През 1504 г. Волф присъства в Щутгарт на празненствата на херцог Улрих фон Вюртемберг. През 1518 г. той разделя с братята си наследството на баща им. Волф получава частта от село Геминген, която трябва да дели с други линии. Той получава Унтершлос и Обершлос и права в други десет села. Годишният му доход от наследството му е, както при братята му, около 1 300 гулден.
В свитата ма курфюрст Лудвиг фон дер Пфалц той вижда през 1521 г. Мартин Лутер в имперското събрание във Вормс.През 1521 г. той основава латинско училище в Геминген.
Волф фон Геминген умира 1555 г. в Геминген и е погребан, както баща му и брат му Филип, в старата църква. Наследен е от син му Дитрих (1526 – 1587).

## Фамилия
Волф фон Геминген се жени 1520 г. за Анна Маршалк/Маршал фон Остхайм (* ок. 1500; † 27 декември 1569, Геминген), дъщеря на Филип Маршалк/Маршал фон Остхайм и Анна Маргарета Ландшад фон Щайнах († 1511). Те имат децата:
- Ханс Айтел (слабоумен)
- Дитрих (* 12 юни 1526, Гутенберг; † 2 януари 1587, Филзек), директор на сдружението „рицар-кантон в Крайхгау“, женен I. на 15 февруари 1547 г. за Филипина фон Шварценбург († 7 декември 1554, Геминген), II. на 5 декември 1556 г. в Аделсхофен за Анна фон Найперг (* 1534; † 6 юли 1581, Филзек)
- Анна Мария († 29 ноември 1576), омъжена 1553 г. за Ханс III Гьолер фон Равенсбург (* 8 ноември 1526; † 19 ноември 1601)
- Сибила, омъжена за Волф Конрад Грек фон Кохендорф (ок. 1480 – 1534)
- Йохан, женен за Мария фон Найперг
- Елизабет, омъжена за Еберхард фон Фльорсхайм
- Мария Якоба, омъжена за Кристоф фон Готзард
- Плайкард (1536– 1594), женен I. за Елизабет фон Нипенбург († 1581), II. за Анна Фелицитас Ландшад фон Щайнах